# Alexander Seiwald
Alexander Seiwald (ur. 11 czerwca 1984) – austriacki skoczek narciarski. Drużynowy brązowy medalista zimowej uniwersjady (2005).
W październiku 1999 zadebiutował w Alpen Cupie, zajmując 28. miejsce w Rastbüchl. W styczniu 2004 zadebiutował w Pucharze Kontynentalnym, zajmując 44. lokatę w Bischofshofen. 12 września 2004 wziął udział w kwalifikacjach do konkursu Letniego Grand Prix w Hinzenbach. W styczniu 2005 wystartował na zimowej uniwersjadzie, gdzie zajął 24. miejsce indywidualnie, a w konkursie drużynowym z reprezentacją Austrii zdobył brązowy medal. W międzynarodowych zawodach organizowanych przez FIS po raz ostatni wystartował na przełomie czerwca i lipca 2006, zajmując 4. i 8. miejsce w konkursach FIS Cupu w Bischofshofen.

## Uniwersjada

### Indywidualnie
| 2005 Innsbruck/Seefeld | – | 24. miejsce (K-90) |

### Drużynowo
| 2005 Innsbruck/Seefeld | – | brązowy medal (K-90) |

### Starty A. Seiwalda na uniwersjadzie – szczegółowo
| Miejsce | Dzień       | Rok  | Miejscowość | Skocznia                   | Punkt K | HS     | Konkurs  | Skok 1 | Skok 2 | Nota                  | Strata   | Zwycięzca      |
| ------- | ----------- | ---- | ----------- | -------------------------- | ------- | ------ | -------- | ------ | ------ | --------------------- | -------- | -------------- |
| 24.     | 13 stycznia | 2005 | Seefeld     | Toni-Seelos-Olympiaschanze | K-90    | HS-100 | indywid. | 85,0 m | 88,5 m | 204,5 pkt             | 47,5 pkt | Manuel Fettner |
| 3.      | 14 stycznia | 2005 | Seefeld     | Toni-Seelos-Olympiaschanze | K-90    | HS-100 | druż.    | 85,5 m | 87,0 m | 721,0 pkt (207,5 pkt) | 27,0 pkt | Słowenia       |

## Letnie Grand Prix

### Miejsca w poszczególnych konkursach indywidualnychLGP
| Źródło | Źródło           | Źródło         | Źródło         | Źródło          | Źródło       | Źródło       | Źródło | Źródło | Źródło | Źródło | Źródło | Źródło | Źródło | Źródło | Źródło | Źródło | Źródło | Źródło | Źródło | Źródło | Źródło | Źródło | Źródło | Źródło | Źródło | Źródło |
| --- | ---------------- | -------------- | -------------- | --------------- | ------------ | ------------ | ------ | ------ | ------ | ------ | ------ | ------ | ------ | ------ | ------ | ------ | ------ | ------ | ------ | ------ | ------ | ------ | ------ | ------ | ------ | ------ |
| 2004 |                  |                |                |                 |              |              |        |        |        |        |        |        |        |        |        |        |        |        |        |        |        |        |        |        |        |        |
| Hinterzarten HS108 | Courchevel HS132 | Zakopane HS134 | Predazzo HS134 | Innsbruck HS130 | Hakuba HS131 | Hakuba HS131 | punkty | punkty | punkty | punkty | punkty | punkty | punkty | punkty | punkty |        |        |        |        |        |        |        |        |        |        |        |
| - | -                | -              | -              | q               | -            | -            | 0      | 0      | 0      | 0      | 0      | 0      | 0      | 0      | 0      |        |        |        |        |        |        |        |        |        |        |        |
| Legenda |                  |                |                |                 |              |              |        |        |        |        |        |        |        |        |        |        |        |        |        |        |        |        |        |        |        |        |
| 1 2 3 4-10 11-30 poniżej 30 dq – dyskwalifikacja q – dyskwalifikacja w kwalifikacjach q – zawodnik nie zakwalifikował się - – zawodnik nie wystartował |                  |                |                |                 |              |              |        |        |        |        |        |        |        |        |        |        |        |        |        |        |        |        |        |        |        |        |

## Puchar Kontynentalny

### Miejsca w poszczególnych konkursach Pucharu Kontynentalnego
| Sezon 2000/2001                                                                                                   |             |              |            |           |           |              |              |           |               |               |               |           |            |            |               |               |         |           |               |               |                  |            |               |               |               |               |           |           |          |           |           |           |           |        |        |        |              |              |        |        |        |        |        |        |        |        |        |        |        |        |        |        |        |        |        |        |        |        |        |        |        |        |        |        |        |        |        |        |        |        |        |        |        |        |        |        |        |        |        |
| Velenje | Velenje     | Villach      | Oberstdorf | Rælingen  | Rælingen  | Winterberg   | Sankt Moritz | Innsbruck | Bischofshofen | Sapporo       | Sapporo       | Sapporo   | Brotterode | Brotterode | Lauscha       | Lauscha       | Ramsau  | Schönwald | Westby        | Westby        | Titisee-Neustadt | Planica    | Iron Mountain | Iron Mountain | Ishpeming     | Chamonix      | Chamonix  | Zakopane  | Zakopane | Vikersund | Vikersund | Harrachov | Harrachov | Våler  | Zaō    | Zaō    | Örnsköldsvik | Örnsköldsvik | Hede   | punkty | punkty | punkty | punkty | punkty | punkty | punkty | punkty | punkty | punkty | punkty | punkty | punkty | punkty | punkty | punkty | punkty | punkty | punkty | punkty | punkty | punkty | punkty | punkty | punkty | punkty | punkty | punkty | punkty | punkty | punkty | punkty | punkty | punkty | punkty | punkty | punkty | punkty | punkty | punkty |
| - | -           | -            | -          | -         | -         | -            | -            | -         | q             | -             | -             | -         | -          | -          | -             | -             | q       | -         | -             | -             | -                | -          | -             | -             | -             | -             | -         | -         | -        | -         | -         | -         | -         | -      | -      | -      | -            | -            | -      | 0      | 0      | 0      | 0      | 0      | 0      | 0      | 0      | 0      | 0      | 0      | 0      | 0      | 0      | 0      | 0      | 0      | 0      | 0      | 0      | 0      | 0      | 0      | 0      | 0      | 0      | 0      | 0      | 0      | 0      | 0      | 0      | 0      | 0      | 0      | 0      | 0      | 0      | 0      | 0      |
| Sezon 2003/2004                                                                                                   |             |              |            |           |           |              |              |           |               |               |               |           |            |            |               |               |         |           |               |               |                  |            |               |               |               |               |           |           |          |           |           |           |           |        |        |        |              |              |        |        |        |        |        |        |        |        |        |        |        |        |        |        |        |        |        |        |        |        |        |        |        |        |        |        |        |        |        |        |        |        |        |        |        |        |        |        |        |        |        |
| Lillehammer | Lillehammer | Sankt Moritz | Engelberg  | Seefeld   | Planica   | Planica      | Sapporo      | Sapporo   | Sapporo       | Bischofshofen | Bischofshofen | Braunlage | Braunlage  | Brotterode | Brotterode    | Zakopane      | Westby  | Westby    | Iron Mountain | Iron Mountain | Kuopio           | Kuopio     | Vikersund     | Vikersund     | punkty        | punkty        | punkty    | punkty    | punkty   | punkty    | punkty    | punkty    | punkty    | punkty | punkty | punkty | punkty       | punkty       | punkty | punkty | punkty | punkty | punkty | punkty | punkty | punkty | punkty | punkty | punkty | punkty | punkty | punkty | punkty | punkty | punkty | punkty | punkty | punkty | punkty | punkty | punkty | punkty | punkty | punkty |        |        |        |        |        |        |        |        |        |        |        |        |        |        |        |
| - | -           | -            | -          | -         | -         | -            | -            | -         | -             | 44            | -             | -         | -          | -          | -             | -             | -       | -         | -             | -             | -                | -          | -             | -             | 0             | 0             | 0         | 0         | 0        | 0         | 0         | 0         | 0         | 0      | 0      | 0      | 0            | 0            | 0      | 0      | 0      | 0      | 0      | 0      | 0      | 0      | 0      | 0      | 0      | 0      | 0      | 0      | 0      | 0      | 0      | 0      | 0      | 0      | 0      | 0      | 0      | 0      | 0      | 0      |        |        |        |        |        |        |        |        |        |        |        |        |        |        |        |
| Sezon 2004/2005                                                                                                   |             |              |            |           |           |              |              |           |               |               |               |           |            |            |               |               |         |           |               |               |                  |            |               |               |               |               |           |           |          |           |           |           |           |        |        |        |              |              |        |        |        |        |        |        |        |        |        |        |        |        |        |        |        |        |        |        |        |        |        |        |        |        |        |        |        |        |        |        |        |        |        |        |        |        |        |        |        |        |        |
| Rovaniemi | Rovaniemi   | Lahti        | Lahti      | Harrachov | Harrachov | Sankt Moritz | Engelberg    | Engelberg | Seefeld       | Planica       | Planica       | Sapporo   | Sapporo    | Sapporo    | Bischofshofen | Bischofshofen | Lauscha | Lauscha   | Braunlage     | Braunlage     | Brotterode       | Brotterode | Westby        | Westby        | Iron Mountain | Iron Mountain | Vikersund | Vikersund | Zakopane | punkty    | punkty    | punkty    | punkty    | punkty | punkty | punkty | punkty       | punkty       | punkty | punkty | punkty | punkty | punkty | punkty | punkty | punkty | punkty | punkty | punkty | punkty | punkty | punkty | punkty | punkty | punkty | punkty | punkty | punkty | punkty | punkty | punkty | punkty | punkty | punkty | punkty | punkty | punkty | punkty | punkty |        |        |        |        |        |        |        |        |        |        |
| - | -           | -            | -          | 53        | 46        | -            | -            | -         | 42            | -             | -             | -         | -          | -          | 50            | -             | -       | -         | -             | -             | -                | -          | -             | -             | -             | -             | -         | -         | -        | 0         | 0         | 0         | 0         | 0      | 0      | 0      | 0            | 0            | 0      | 0      | 0      | 0      | 0      | 0      | 0      | 0      | 0      | 0      | 0      | 0      | 0      | 0      | 0      | 0      | 0      | 0      | 0      | 0      | 0      | 0      | 0      | 0      | 0      | 0      | 0      | 0      | 0      | 0      | 0      |        |        |        |        |        |        |        |        |        |        |
| Legenda |             |              |            |           |           |              |              |           |               |               |               |           |            |            |               |               |         |           |               |               |                  |            |               |               |               |               |           |           |          |           |           |           |           |        |        |        |              |              |        |        |        |        |        |        |        |        |        |        |        |        |        |        |        |        |        |        |        |        |        |        |        |        |        |        |        |        |        |        |        |        |        |        |        |        |        |        |        |        |        |
| 1 2 3 4-10 11-30 poniżej 30 dq – dyskwalifikacja q – zawodnik nie zakwalifikował się - – zawodnik nie wystartował |             |              |            |           |           |              |              |           |               |               |               |           |            |            |               |               |         |           |               |               |                  |            |               |               |               |               |           |           |          |           |           |           |           |        |        |        |              |              |        |        |        |        |        |        |        |        |        |        |        |        |        |        |        |        |        |        |        |        |        |        |        |        |        |        |        |        |        |        |        |        |        |        |        |        |        |        |        |        |        |

## Letni Puchar Kontynentalny

### Miejsca w klasyfikacji generalnej
| Sezon | Miejsce |
| ----- | ------- |
| 2004  | 72.     |

### Miejsca w poszczególnych konkursachLetniego Pucharu Kontynentalnego
| Źródło                                                                        | Źródło  | Źródło     | Źródło     | Źródło | Źródło | Źródło      | Źródło      | Źródło | Źródło | Źródło | Źródło | Źródło | Źródło | Źródło | Źródło | Źródło | Źródło | Źródło | Źródło | Źródło | Źródło | Źródło | Źródło | Źródło | Źródło | Źródło |
| ----------------------------------------------------------------------------- | ------- | ---------- | ---------- | ------ | ------ | ----------- | ----------- | ------ | ------ | ------ | ------ | ------ | ------ | ------ | ------ | ------ | ------ | ------ | ------ | ------ | ------ | ------ | ------ | ------ | ------ | ------ |
| 2004                                                                          |         |            |            |        |        |             |             |        |        |        |        |        |        |        |        |        |        |        |        |        |        |        |        |        |        |        |
| Velenje                                                                       | Velenje | Oberstdorf | Oberstdorf | Ramsau | Ramsau | Lillehammer | Lillehammer | punkty | punkty | punkty | punkty | punkty | punkty | punkty | punkty | punkty |        |        |        |        |        |        |        |        |        |        |
| 26                                                                            | 40      | -          | -          | 29     | 29     | -           | -           | 9      | 9      | 9      | 9      | 9      | 9      | 9      | 9      | 9      |        |        |        |        |        |        |        |        |        |        |
| Legenda                                                                       |         |            |            |        |        |             |             |        |        |        |        |        |        |        |        |        |        |        |        |        |        |        |        |        |        |        |
| 1 2 3 4-10 11-30 poniżej 30 dq – dyskwalifikacja - − zawodnik nie wystartował |         |            |            |        |        |             |             |        |        |        |        |        |        |        |        |        |        |        |        |        |        |        |        |        |        |        |

## FIS Cup

### Miejsca w klasyfikacji generalnej
| Sezon     | Miejsce |
| --------- | ------- |
| 2006/2007 | 30.     |

### Miejsca w poszczególnych konkursachFIS Cupu
| Źródło                                                                        | Źródło        | Źródło                 | Źródło       | Źródło       | Źródło     | Źródło     | Źródło  | Źródło      | Źródło      | Źródło   | Źródło   | Źródło | Źródło | Źródło  | Źródło | Źródło | Źródło | Źródło | Źródło | Źródło | Źródło | Źródło | Źródło | Źródło | Źródło | Źródło | Źródło | Źródło | Źródło | Źródło | Źródło | Źródło | Źródło | Źródło | Źródło | Źródło | Źródło | Źródło | Źródło |
| ----------------------------------------------------------------------------- | ------------- | ---------------------- | ------------ | ------------ | ---------- | ---------- | ------- | ----------- | ----------- | -------- | -------- | ------ | ------ | ------- | ------ | ------ | ------ | ------ | ------ | ------ | ------ | ------ | ------ | ------ | ------ | ------ | ------ | ------ | ------ | ------ | ------ | ------ | ------ | ------ | ------ | ------ | ------ | ------ | ------ |
| Sezon 2006/2007                                                               |               |                        |              |              |            |            |         |             |             |          |          |        |        |         |        |        |        |        |        |        |        |        |        |        |        |        |        |        |        |        |        |        |        |        |        |        |        |        |        |
| Bischofshofen                                                                 | Bischofshofen | Garmisch-Partenkirchen | Örnsköldsvik | Örnsköldsvik | Einsiedeln | Einsiedeln | Seefeld | Chaux-Neuve | Chaux-Neuve | Zakopane | Zakopane | Zaō    | Zaō    | Sapporo | punkty | punkty | punkty | punkty | punkty | punkty | punkty | punkty | punkty | punkty | punkty | punkty |        |        |        |        |        |        |        |        |        |        |        |        |        |
| 4                                                                             | 8             | -                      | -            | -            | -          | -          | -       | -           | -           | -        | -        | -      | -      | -       | 82     | 82     | 82     | 82     | 82     | 82     | 82     | 82     | 82     | 82     | 82     | 82     |        |        |        |        |        |        |        |        |        |        |        |        |        |
| Legenda                                                                       |               |                        |              |              |            |            |         |             |             |          |          |        |        |         |        |        |        |        |        |        |        |        |        |        |        |        |        |        |        |        |        |        |        |        |        |        |        |        |        |
| 1 2 3 4-10 11-30 poniżej 30 dq – dyskwalifikacja - − zawodnik nie wystartował |               |                        |              |              |            |            |         |             |             |          |          |        |        |         |        |        |        |        |        |        |        |        |        |        |        |        |        |        |        |        |        |        |        |        |        |        |        |        |        |